# Мартинес, Хусепе
Хусе́пе Никола́с Марти́нес-и-Лурбе́с (исп. Jusepe Nicolás Martínez y Lurbez) — испанский художник, представитель арагонской школы времён золотого века испанской живописи, почётный живописец короля Филиппа IV, искусствовед.

## Биография
Хусепе родился в семье художника фламандского происхождения Даниэля Мартинеса и уроженки Эхеа-де-лос-Кабальерос Изабеллы де Лурбес. Большинство источников называют датой его рождения 1600 год, хотя документального подтверждения этому нет, известно только, что 6 декабря 1600 года Хусепе Мартинес был крещён в соборе Ла Сео в Сарагосе. Начальное образование Хусепе получил у отца, после чего в 1623 году был отправлен в Рим для продолжения обучения, где познакомился с венецианской, флорентийской и итальянской школами живописи, научился академическому рисунку и гравировке. Им была создана серия гравюр, посвящённых жизни святого Петра Ноласко. В Риме Мартинес подружился с Гвидо Рени и Доменикино, а в 1625 году посетил мастерскую Хосе де Рибера в Неаполе.
В 1627 году Хусепе вернулся в Сарагосу, где женился на Франческе Хенек (исп. Francisca Jenequi). В браке у них родился сын Херонимо Хусепе Баутиста Мартинес-и-Хенек исп. Jerónimo Jusepe Bautista Martínez y Jenequi), ставший монахом Антонио Мартинесем в картезианском монастыре Аула Деи. Инновационный стиль Хусепе сделал его весьма успешным живописцем Сарагосы. К ранним его работам этого этапа относятся картины Святой Томас и Иов с женой, выставленные в Музее изобразительных искусств в Будапеште.
К 1631 году престиж Хусепе как художника и его дружба с коллекционером и эрудитом Винсенсио Хуаном де Ластаносой позволили ему попасть в интеллектуальное общество города, что благоприятствовало растущему числу заказов. В 1634 году Мартинес отправился в Мадрид, где подружился с многими придворными живописцами, в том числе с Франсиско Пачеко и Алонсо Кано. В 1642 году король Филипп IV в сопровождении Диего Веласкеса посетили Сарагосу. Под впечатлением от картин Мартинеса 8 апреля 1644 года король присудил ему титул «почетного живописца короля» (исп. pintor del rey ad honorem). Мартинесу было поручено художественное воспитание внебрачного сына короля Хуана Хосе, благодаря чему в будущем Хосепе решит написать учебное пособие.

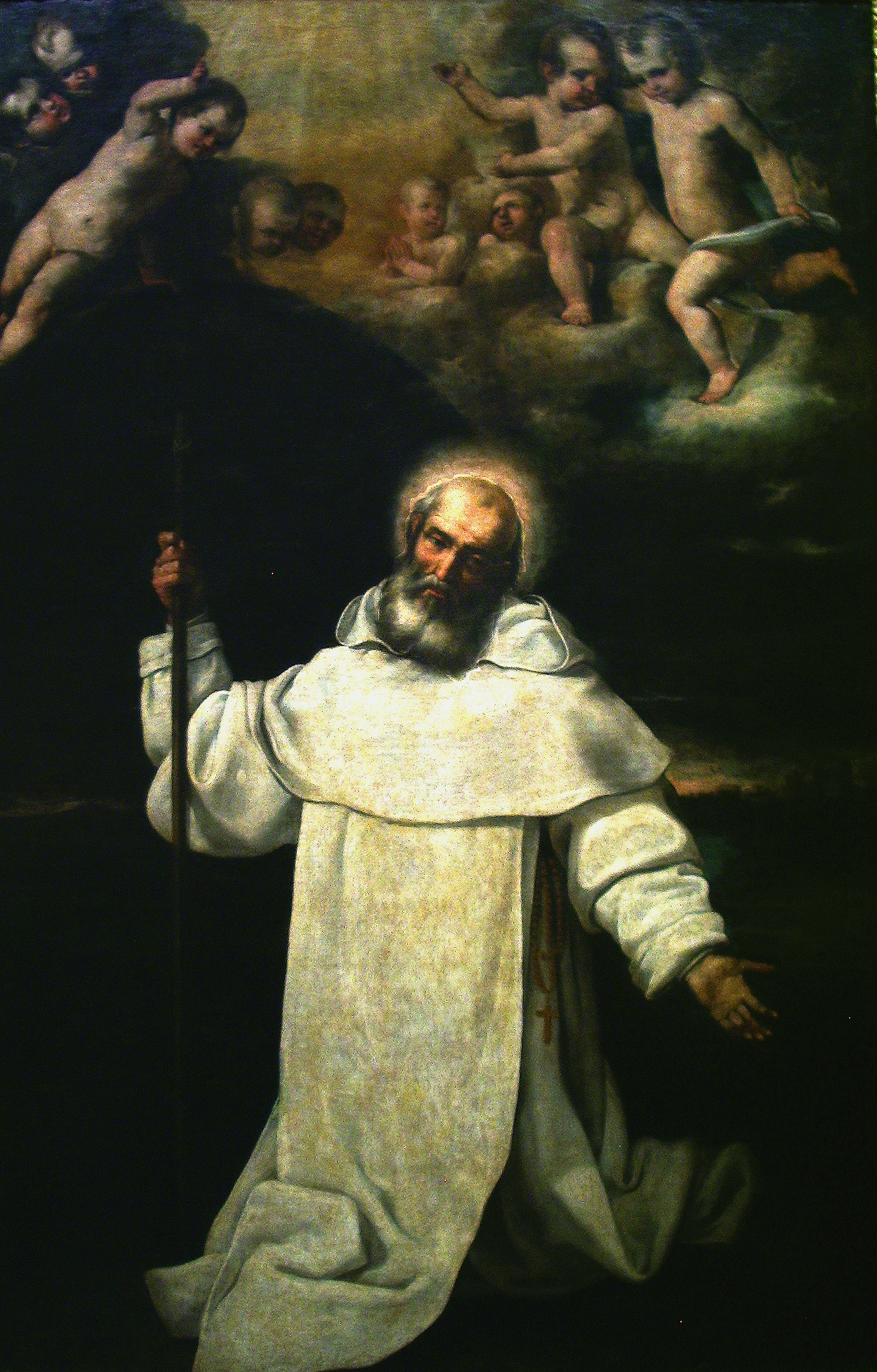
«Святой Пётр Ноласко», XVII век

В 1646 году Хусепе Мартинес выполнил работу Печаль Сарагосы (La tristeza de Zaragoza) для гробницы принца Бальтазара Карлоса Австрийского (в настоящее время это произведение утеряно). В том же году он писал работы для капеллы Ластаноса в кафедральном соборе Уэски, капеллы Девы Марии Белой в Ла Сео, главном алтаре Девы Марии Ункастильской в церкви Сан-Лоренцо (Уэска), писал портреты семьи Кортес, виконтов Терресекаса. В 1669 году им было создано несколько полотен для церкви Сан-Мигель-де-лос-Наваррос, где в 1670 он основал капеллу, где хотел быть похороненным.
В 1675 году Хосепе Мартинес закончил теоретический трактат о барочной живописи «Практические рассуждения о благороднейшем искусстве живописи» (Discursos practicables del nobilísimo arte de la pintura), который был впервые опубликован только в 1853 году (после смерти Мартинеса он хранился у его сына в Аула Деи). Ценность данного трактата в том, что помимо объяснения теоретической концепции и практики барочной живописи, в нём приведены биографические данные о современных художниках (Веласкесе, Алонсо Берругете, Эль Греко, Хуане Гальване и других) и истории живописи. В 1978 году оригинал рукописи был подарен Музею Прадо (Мадрид). В Музее Сарагосы выставлены работы Хусепе Мартинеса, в том числе Цецилия Римская, Пётр Ноласко, Поклонение пастухов и другие.
Хусепе Мартинес умер 6 января 1682 года в своём доме в Сарагосе на улице Санта-Каталина.